# Malvern Hills District (1974–1998)
Malvern Hills var ett distrikt i Hereford and Worcester, i England. Distriktet upprättades den 1 april 1974 genom landsdistrikten Bromyard och Ledbury i Herefordshire och stadsdistriktet Malvern och landsdistrikten Martley och Upton upon Severn i Worcestershire. Det avskaffades 1 april 1998 och blev en del av Herefordshire och Malvern Hills.